# Epiales
En la mitología griega, Epiales (en griego: Ἠπιάλης) era el espíritu (demonio) y la personificación de las pesadillas. Las grafías alternativas del nombre eran Epialos (Ἠπίαλος), Epioles (Ἠπιόλης), Epialtes (Ἐπιάλτης) o Efialtes (Ἐφιάλτης). Epiales también era conocida como Melas Oneiros (Sueño Negro).

## Familia
Epiales probablemente se encontraba entre los oniros (espíritus de los sueños) y, por lo tanto, era uno de los hijos de la diosa Nix (Noche).

## Ences externos
- El Proyecto Theoi - Epiales

- Datos: Q5382410